# ناثان تي. ستراتون
ناثان تي. ستراتون هو سياسي أمريكي، ولد في 17 مارس 1813 في Pilesgrove Township, New Jersey ‏ في الولايات المتحدة، وتوفي في 9 مارس 1887 في موليكا هيل في الولايات المتحدة. نشط حزبياً في الحزب الديمقراطي. وقد انتخب عضو جمعية نيوجيرسي العامة ‏ وانتخب عضو مجلس النواب الأمريكي ‏.